# NGC 4308
NGC 4308 ist eine elliptische Galaxie vom Hubble-Typ E im Sternbild Haar der Berenike am Nordsternhimmel. Sie ist schätzungsweise 29 Millionen Lichtjahre von der Milchstraße entfernt.
Das Objekt wurde am 11. Juni 1868 von Truman Henry Safford entdeckt.